# Campylomormyrus tshokwe
Campylomormyrus tshokwe és una espècie de peix africà del gènere Campylomormyrus en la família Mormyridae, endèmic de la conca del Congo, en especial als rius Kwango i Kasai. És natiu d'Angola i de la República Democràtica del Congo.

## Morfologia
D'acord amb la seva morfologia, es pot agrupar dins del grup de «peixos elefant», junt amb el Gnathonemus i el Mormyrus, que posseeixen una extensió particularment prominent en la boca i per això popularment se'ls anomena «peixos de nas d'elefant»; aquesta extensió usualment consisteix en un allargament carnós flexible unit a la mandíbula inferior i que està equipada amb sensors de tacte i probablement de gust.
Pot aconseguir una grandària aproximada de 290 mm.

## Estat de conservació
Respecte a l'estat de conservació es pot indicar que d'acord amb la UICN aquesta espècie es pot catalogar en la categoria de «risc mínim (LC o LR/lc)».
L'extracció de diamants en els petits rius de la regió de Kasai és artesanal però molt intensa i, per tant, pot ser una amenaça molt important degut a l'alteració dels sediments dels rius.